# Kurt Meier
Kurt Meier (6 april 1962) is een voormalig Zwitsers bobsleeremmer. Meier werd zowel in 1986 als in 1993 wereldkampioen in de viermansbob. Meier nam tweemaal deel aan de Olympische Winterspelen, hij won in 1988 de gouden en in 1994 de zilveren medaille in de viermansbob.

## Resultaten
- Wereldkampioenschappen bobsleeën 1986 in Königssee  in de viermansbob
- Olympische Winterspelen 1988 in Calgary  in de viermansbob
- Wereldkampioenschappen bobsleeën 1993 in Igls  in de viermansbob
- Olympische Winterspelen 1994 in Lillehammer  in de viermansbob

1924: Scherrer / Neveu / A.Schläppi / H.Schläppi ·
1928: Fiske / Tucker / Mason / Gray / Parke ·
1932: Fiske / Eagan / Gray / O'Brien ·
1936: Musy / Gartmann / Bouvier / Beerli ·
1948: Tyler / Martin / Rimkus / D'Amico ·
1952: Ostler / Kuhn / Nieberl / Kemser ·
1956: Kapus / Diener / Alt / Angst ·
1964: V.Emery / Kirby / Anakin / J.Emery ·
1968: Monti / De Paolis / Zandonella / Armano ·
1972: Wicki / Leutenegger / Camichel / Hubacher ·
1976: Nehmer / Babock / Germeshausen / Lehmann ·
1980: Nehmer / Musiol / Germeshausen / Gerhardt ·
1984: Hoppe / Wetzig / Schauerhammer / Kirchner ·
1988: Fasser / Meier / Fässler / Stocker ·
1992: Appelt / Schroll / Winkler / Haidacher ·
1994: Czudaj / Brannasch / Hampel / Szelig ·
1998: Langen / Zimmermann / Jakobs / Hampel ·
2002: Lange / Kühn / Kuske / Embach ·
2006: Lange / Hoppe / Kuske / Putze ·
2010: Holcomb / Mesler / Tomasevicz / Olsen ·
2014: Melbārdis / Dreiškens / Vilkaste / Strenga  ·
2018: Friedrich / Bauer / Grothkopp / Margis   ·
2022: Friedrich / Margis / Bauer / Schüller